# کایتریا
شهر کایتریا (یونانی: Κυθραία, Κυθρεα; ترکی استانبولی: Değirmenlik) در ناحیه لفکوشای کشور قبرس شمالی واقع شده‌است. جمعیت این شهر ۴٫۹۲۵ نفر است.